# Decastylocarpus
Decastylocarpus é um género botânico pertencente à família Asteraceae.